# Sestavljeno število
Sestavljeno število je v matematiki naravno število n > 1, ki ni praštevilo. Vsako sestavljeno število ima več različnih pravih deliteljev in hkrati več različnih ali enakih prafaktorjev. Število 1 po definiciji ni ne sestavljeno število in ne praštevilo, in zato nima prafaktorjev. Celo število 14 je na primer sestavljeno, ker ga lahko zapišemo kot produkt 2 · 7. Prva sestavljena števila so (OEIS A002808):
4, 6, 8, 9, 10, 12, 14, 15, 16, 18, 20, 21, 22, 24, 25, 26, 27, 28, 30, 32, 33, 34, 35, 36, 38, 39, 40, 42, 44, 45, 46, 48, 49, 50, ...
Tukaj so krepko označena zelo sestavljena števila, katerih množica je podmnožica sestavljenih števil brez števil 1 in 2.

## Značilnosti sestavljenih števil
- vsa soda števila večja od 3 so sestavljena.
- najmanjše sestavljeno število je 4.
- vsako sestavljeno število lahko zapišemo kot produkt dveh ali več (ne nujno različnih) praštevil (osnovni izrek aritmetike).
- za vsa sestavljena števila n > 5 velja {\displaystyle (n-1)!\equiv \,\,0{\pmod {n}}} (glej tudi Wilsonov izrek).
- razlika dveh zaporednih sestavljenih števil večjih od 4 je enaka 1 ali 2.

## Vrste sestavljenih števil

### Razvrstitev glede na prafaktorje
Sestavljena števila lahko razvrstimo po štetju prafaktorjev. Sestavljeno število z dvema prafaktorjema, ki sta lahko enaka, je polpraštevilo.
Sestavljeno število z natančno tremi različnimi prafaktorji se imenuje klinasto število.
Množica prvih deset klinastih števil je:
1. 30 = 2 · 3 · 5; je tudi 11-kotniško glede na mnogokotnost in povezano z praštevilskimi dvojčki,
2. 42 = 2 · 3 · 7; povezano s praštevilskimi dvojčki,
3. 66 = 2 · 3 · 11; je tudi trikotniško, šestkotniško, 23-kotniško in palindromno,
4. 70 = 2 · 5 · 7; je tudi petkotniško in 13-kotniško,
5. 78 = 2 · 3 · 13,
6. 102 = 2 · 3 · 17; povezano s praštevilskimi dvojčki,
7. 105 = 3 · 5 · 7; je tudi 12-kotniško
8. 110 = 2 · 5 · 11,
9. 114 = 2 · 3 · 19,
10. 130 = 2 · 5 · 13; je tudi 23-kotniško.

Tudi ta množica je seveda podmnožica sestavljenih števil.
Včasih je treba razlikovati med sestavljenimi števili z lihim številom različnih prafaktorjev od sestavljenih števil s sodim številom različnih prafaktorjev. Za zadnje velja:
{\displaystyle \mu (n)=(-1)^{2x}=1\;,}
kjer je μ(·) Möbiusova funkcija in x polovica vseh prafaktorjev, za sestavljena števila z lihim številom različnih prafaktorjev pa velja:
{\displaystyle \mu (n)=(-1)^{2x+1}=-1\;.}
Za vsa praštevila je vrednost Möbiusove funkcije prav takop enaka -1 in velja še {\displaystyle \mu (1)=1}. Za število n z enim ali več ponovljenim prafaktorjem velja {\displaystyle \mu (n)=0}. Takšno število ni deljivo brez kvadrata.

### Razvrstitev glede na delitelje
Sestavljena števila lahko razvrstimo glede na število deliteljev. Vsa sestavljena števila imajo vsaj tri delitelje. V primeru kvadratov praštevil so delitelji {\displaystyle \{1,p,p^{2}\}}. Število n, ki ima več deliteljev kot katerikoli x < n, je zelo sestavljeno število (čeprav sta najmanjši takšni števili 1 in 2, ki nista sestavljeni).